# Gnamptogenys mordax
Gnamptogenys mordax är en myrart som först beskrevs av Smith 1858.  Gnamptogenys mordax ingår i släktet Gnamptogenys och familjen myror. Inga underarter finns listade i Catalogue of Life.

## Bildgalleri

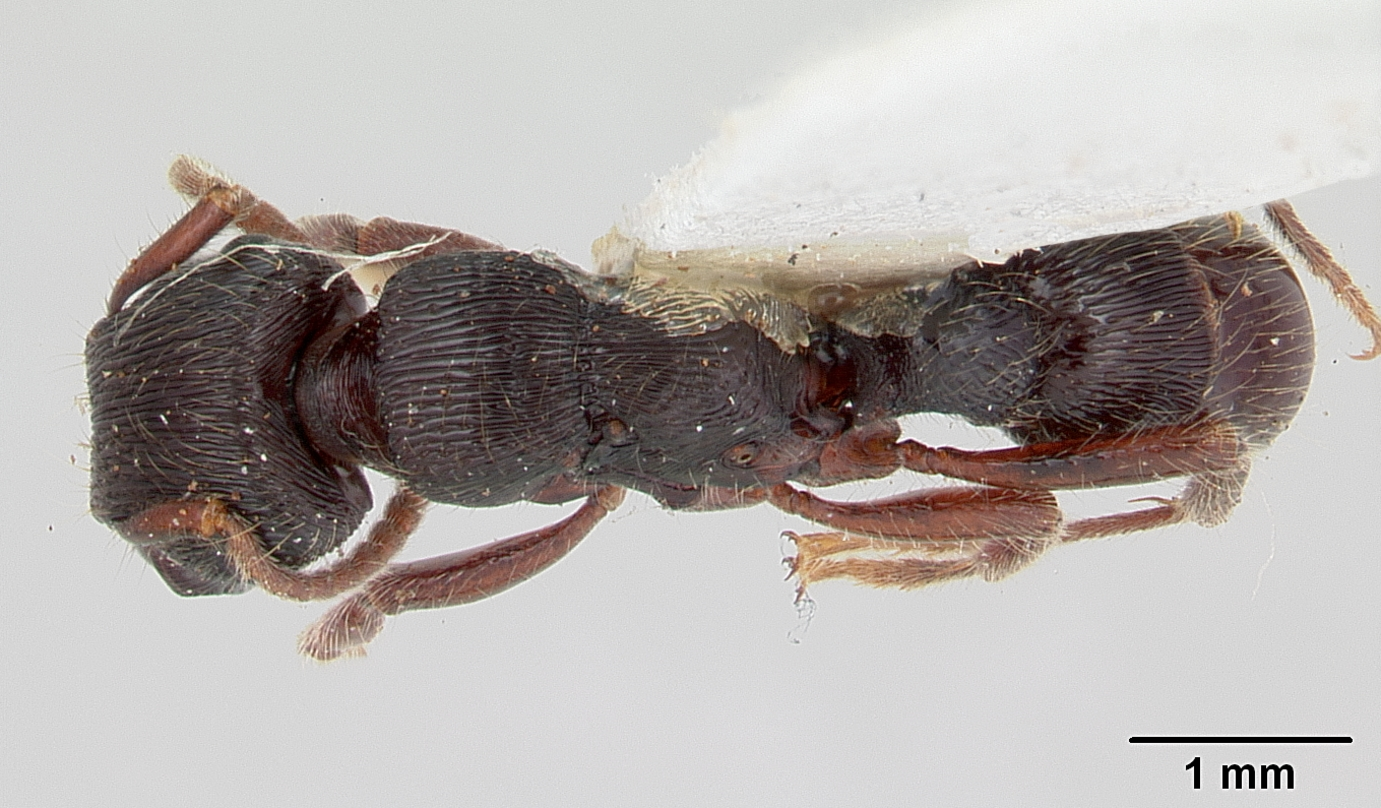
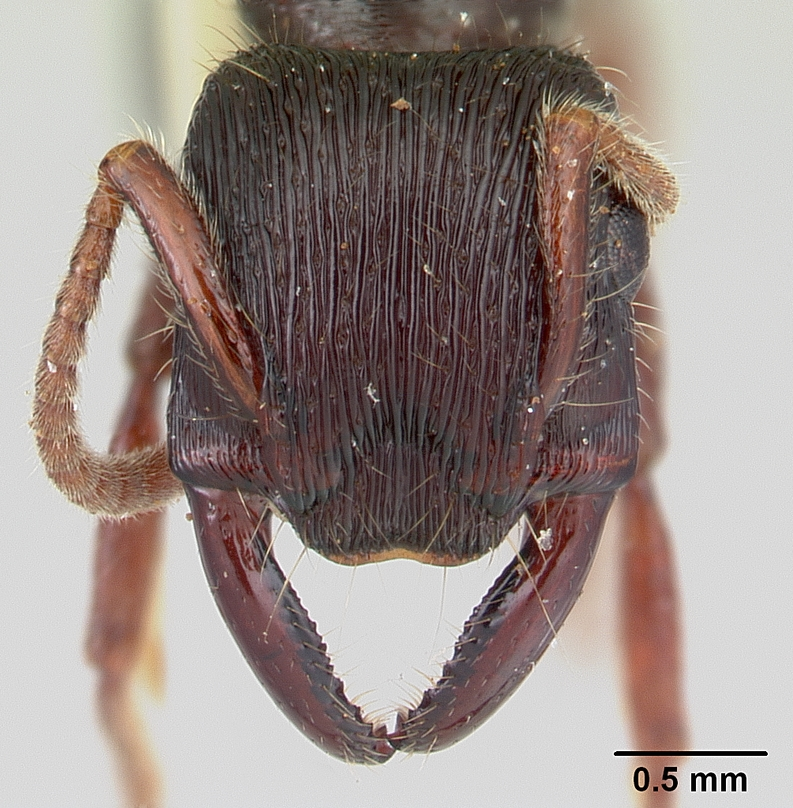
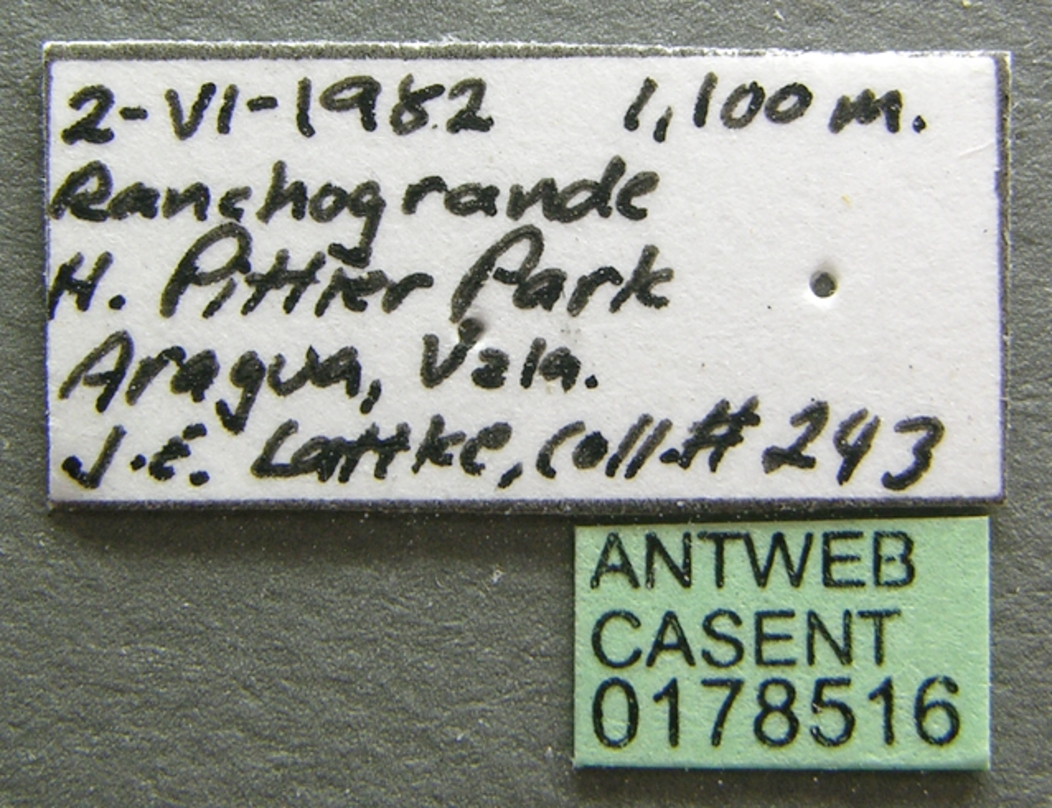
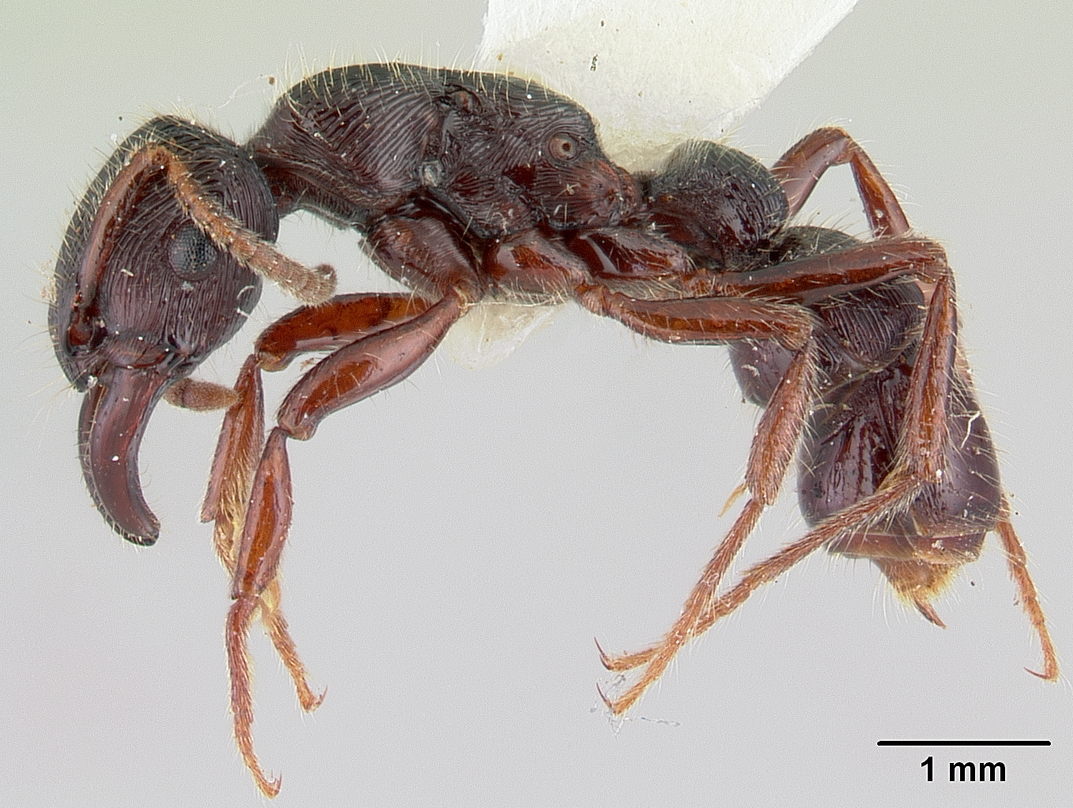